# Dick Neal
Pour les articles homonymes, voir Neal.
Richard Marshall Neal, dit Dick Neal ou Dick Neal Jr., est un footballeur anglais né le 1er octobre 1933 à Dinnington et mort le 21 février 2013 à Penkridge. Durant sa carrière, il joue en tant que milieu défensif. Il dispute plus de 350 matchs dans la Football League, et participe à la Coupe des villes de foires 1958-1960 avec Birmingham City, et est sélectionné à quatre reprises avec l'équipe d'Angleterre des moins de 23 ans.

## Biographie
Neal naît à Dinnington, dans le Yorkshire de l'Ouest à l'époque, et fréquente la Dinnington Senior Boys' School. Il commence sa carrière dans le club junior de Wolverhampton Wanderers, Wath Wanderers, avant de rejoindre les rangs des jeunes du club. Il devient professionnel en 1951, mais n'arrive pas à s'imposer en équipe première.
En 1954, il rejoint Lincoln City alors en Deuxième Division, où il joue plus de 100 matchs de championnat. Pendant cette période, il est sélectionné pour la première fois avec l'équipe d'Angleterre des moins de 23 ans, et reste le seul joueur à avoir représenté l'Angleterre à ce niveau tout en jouant pour Lincoln.
Les difficultés financières du club, aggravées par la baisse de l'affluence des spectateurs, forcent Lincoln à accepter une offre importante de £15 000 combinée à un transfert du joueur Bert Linnecor (en) de la part du club de Première Division Birmingham City. Neal les rejoint en avril 1957.
C'est un joueur puissant, à la fois solide dans les duels et capable de lancer des actions offensives. Le manager Arthur Turner (en) le recrute pour remplacer Len Boyd (en), qui prend sa retraite à la suite d'une blessure après la finale de la FA Cup 1956. Il dispute près de 200 matchs toutes compétitions confondues pour Birmingham, dont 165 en Première Division, ainsi que la Finale de la Coupe des villes de foires 1958-1960, et est capitaine de l'équipe lors de la saison 1960-1961.
La saison suivante, il perd sa place au profit de Terry Hennessey (en), et part pour Middlesbrough. Cependant, les blessures limitent ses apparitions pendant ses deux années dans ce club. Il retourne ensuite à Lincoln, désormais en quatrième division, en tant que capitaine pour une autre saison. Plus tard, il se lance dans le management en tant que joueur-entraîneur de plusieurs clubs de Non-League dans la région de Staffordshire, avant de se reconvertir dans le commerce de débit de boissons,.
Au total, il dispute 165 matchs pour 15 buts marqués en première division anglaise. En compétitions européennes, il dispute 16 matchs pour 1 but marqué en Coupe des villes de foires.
Il dirige un pub à Penkridge pendant près de 20 ans.
En 2006, pour célébrer leur centenaire dans la Football League, les supporters de Lincoln City votent pour désigner les "100 Légendes de la League", ces 100 joueurs qui marquent l'histoire du club. Neal est classé à la 42e place.

## Vie privée
Dick Neal est marié à Barbara et a trois enfants, Debbie, Richard et Tim. Son père, Dick Neal Sr. (en) est également footballeur professionnel, jouant en tant qu'ailier pour Blackpool, Derby County, Southampton, Bristol City et Accrington Stanley (en) avant la Seconde Guerre mondiale.

## Palmarès
Birmingham City
- Coupe des villes de foires :
  - Finaliste : 1958-1960 et 1960-1961.